# Mimetesit
Mimetesit, auch unter den veralteten bergmännischen Bezeichnungen Arsenikbleispath oder Grünbleierz bekannt, ist ein eher selten vorkommendes Mineral aus der Mineralklasse der „Phosphate, Arsenate und Vanadate“ mit der chemischen Zusammensetzung Pb5[Cl|(AsO4)3] und damit chemisch gesehen ein Bleiarsenat mit zusätzlichen Chlorionen.
Mimetesit kristallisiert im hexagonalen Kristallsystem und entwickelt prismatische oder pyramidale Kristalle, aber auch traubige, radialstrahlige oder erdige Mineral-Aggregate mit einem harzähnlichen bis schwach diamantähnlichen Glanz auf den Oberflächen. Die durchsichtigen bis durchscheinenden Kristalle sind meist von sattgelber oder orange-, grünlich- bis braungelber Farbe. Im Durchlicht kann Mimetesit auch farblos bis weiß oder blassgelb erscheinen.

## Etymologie und Geschichte
Benannt ist Mimetesit nach dem altgriechischen Wort μίμησις mímēsis für Nachahmung oder Nachahmer, da es aufgrund seiner großen Ähnlichkeit in Form und Farbe leicht mit Pyromorphit verwechselt werden kann.
Vor der Entdeckung von Mimetesit als eigenständige Mineralart wurden die verschiedenen Bleierze vor allem nach ihren Farben unterschieden, die aus der Bergmannsprache übernommen wurde; namentlich Rot- (heute Krokoit), Gelb- (heute Wulfenit), Grün-, Blau-, Braun-, Schwarzbleierz und Weißbleierz (heute Cerussit) durch Abraham Gottlob Werner (Abraham Gottlob Werner's letztes Mineral-System 1817) sowie Buntbleierz (auch Polychrom) durch Friedrich Hausmann (Handbuch der Mineralogie 1813).
Schon Mitte des 18. Jahrhunderts fiel Axel Frederic Cronstedt (1722–1765) bei seinen Lötrohrversuchen das unterschiedliche Kristallisationsverhalten einiger „Bleispäte“ auf. Das Bleiphosphat mit dem Verhalten, nach dem Schmelzen in vielflächiger Polyederform zu kristallisieren, erhielt schließlich den Namen Pyromorphit und das so ähnliche Bleiarsenat den Namen Mimetesit. Der erstmals von dem französischen Mineralogen François Sulpice Beudant 1832 geprägte Begriff „Mimetèse“ entspricht dabei dem griechischen Nominativ.
August Breithaupt hängte 1841 in seiner deutschsprachigen Mineralbeschreibung die mineraltypische Endung -it an, entsprechend also Mimetesit, und gab als Synonyme pollachites arsenicus, Arsenischer Blei-Spath (auch Arsenikbleispath), Grünbleierz und Arsenikbleispath an. Wilhelm von Haidinger wählte in seinen Aufzeichnungen von 1845 dagegen den Namen Mimetit, der wie Beudants Mimetèse sprachrichtig vom griechischen Wortstamm abgeleitet ist. Dieser setzte sich jedoch nur im englischen Sprachraum durch.
Die von der International Mineralogical Association (IMA) anerkannte Kurzbezeichnung für den Mimetesit lautet „Mim“. Er ist als eigenständige Mineralart schon lange bekannt und wurde von der Commission on New Minerals, Nomenclature and Classification (CNMNC) daher als sogenanntes grandfathered (G) Mineral anerkannt.
Als Typlokalität gilt die Grube „Treue Freundschaft“ bei Johanngeorgenstadt im sächsischen Erzgebirge in Deutschland. Zwischenzeitlich wurde festgestellt, dass es sich beim „Mimetesit“ von Johanngeorgenstadt um monoklinen Mimetesit-M handelt.
Das Typmaterial des Minerals wird in der Mineralogischen Sammlung der Technischen Universität, Bergakademie Freiberg (TU-BA-Freiberg) in Sachsen unter der Sammlungs-Nummer 20225 aufbewahrt.

## Klassifikation
Bereits in der veralteten 8. Auflage der Mineralsystematik nach Strunz gehörte der Mimetesit zur Mineralklasse der „Phosphate, Arsenate und Vanadate“ und dort zur Abteilung „Wasserfreie Phosphate, Arsenate und Vanadate mit fremden Anionen“, wo er zusammen mit Hedyphan (Calciumbarium-Mimetesit), Pyromorphit und Vanadinit sowie den zu dieser Zeit noch als hypothetisch geltenden Hydroxylpyromorphit, Oxy-Pyromorphit und den inzwischen diskreditierten Endlichit, Fermorit, Kampylit und Polysphärit die „Pyromorphit-Reihe“ mit der System-Nr. VII/B.16d innerhalb der „Apatit-Pyromorphit-Gruppe“ bildete.
In der zuletzt 2018 überarbeiteten Lapis-Systematik nach Stefan Weiß, die formal auf der alten Systematik von Karl Hugo Strunz in der 8. Auflage basiert, erhielt das Mineral die System- und Mineralnummer VII/B.39-160. Dies entspricht ebenfalls der Abteilung „Wasserfreie Phosphate, mit fremden Anionen F,Cl,O,OH“, wo Mimetesit zusammen mit Alforsit, Belovit-(Ce), Belovit-(La), Carbonat-Fluorapatit, Carbonat-Hydroxylapatit, Carlgieseckeit-(Nd), Chlorapatit, Deloneit, Fluorapatit, Fluorcaphit, Fluorphosphohedyphan, Fluorstrophit, Hedyphan, Hydroxylapatit, Hydroxylpyromorphit, Johnbaumit, Kuannersuit-(Ce), Miyahisait, Morelandit, Phosphohedyphan, Pieczkait, Pyromorphit, Stronadelphit, Svabit, Turneaureit, Vanackerit und Vanadinit die „Apatitgruppe“ mit der Systemnummer VII/B.39 bildet.
Die von der IMA zuletzt 2009 aktualisierte 9. Auflage der Strunz’schen Mineralsystematik ordnet den Mimetesit ebenfalls in die Abteilung der „Phosphate usw. mit zusätzlichen Anionen; ohne H2O“ ein. Diese ist allerdings weiter unterteilt nach der relativen Größe der beteiligten Kationen und dem Stoffmengenverhältnis der weiteren Anionen zum Phosphat-, Arsenat- bzw. Vanadat-Komplex (RO4). Das Mineral ist daher entsprechend seiner Zusammensetzung in der Unterabteilung „Mit ausschließlich großen Kationen; (OH usw.) : RO4 = 0,33 : 1“ zu finden, wo es zusammen mit Alforsit, Belovit-(Ce), Belovit-(La), Carbonat-Fluorapatit, Carbonat-Hydroxylapatit, Chlorapatit, Fluorphosphohedyphan, Fluorstrophit, Hydroxylapatit, Hydroxylapatit-M, Deloneit-(Ce), Fermorit, Fluorapatit, Fluorcaphit, Hedyphan, Hydroxylpyromorphit, Johnbaumit, Kuannersuit-(Ce), Morelandit, Phosphohedyphan, Pyromorphit, Svabit, Stronadelphit, Turneaureit und Vanadinit die „Apatit-Gruppe“ mit der System-Nr. 8.BN.05 bildet.
In der vorwiegend im englischen Sprachraum gebräuchlichen Systematik der Minerale nach Dana hat Mimetesit die System- und Mineralnummer 41.08.04.02. Dies entspricht ebenfalls der Klasse der „Phosphate, Arsenate und Vanadate“ und dort der Abteilung „Wasserfreie Phosphate etc., mit Hydroxyl oder Halogen“, wo das Mineral zusammen mit Hydroxylpyromorphit, Pyromorphit und Vanadinit in einer unbenannte Gruppe/in der „Pyromorphitgruppe“ mit der Systemnummer 41.08.04 innerhalb der Unterabteilung „Wasserfreie Phosphate etc., mit Hydroxyl oder Halogen mit (A)5(XO4)3Zq“ zu finden ist.

## Kristallstruktur

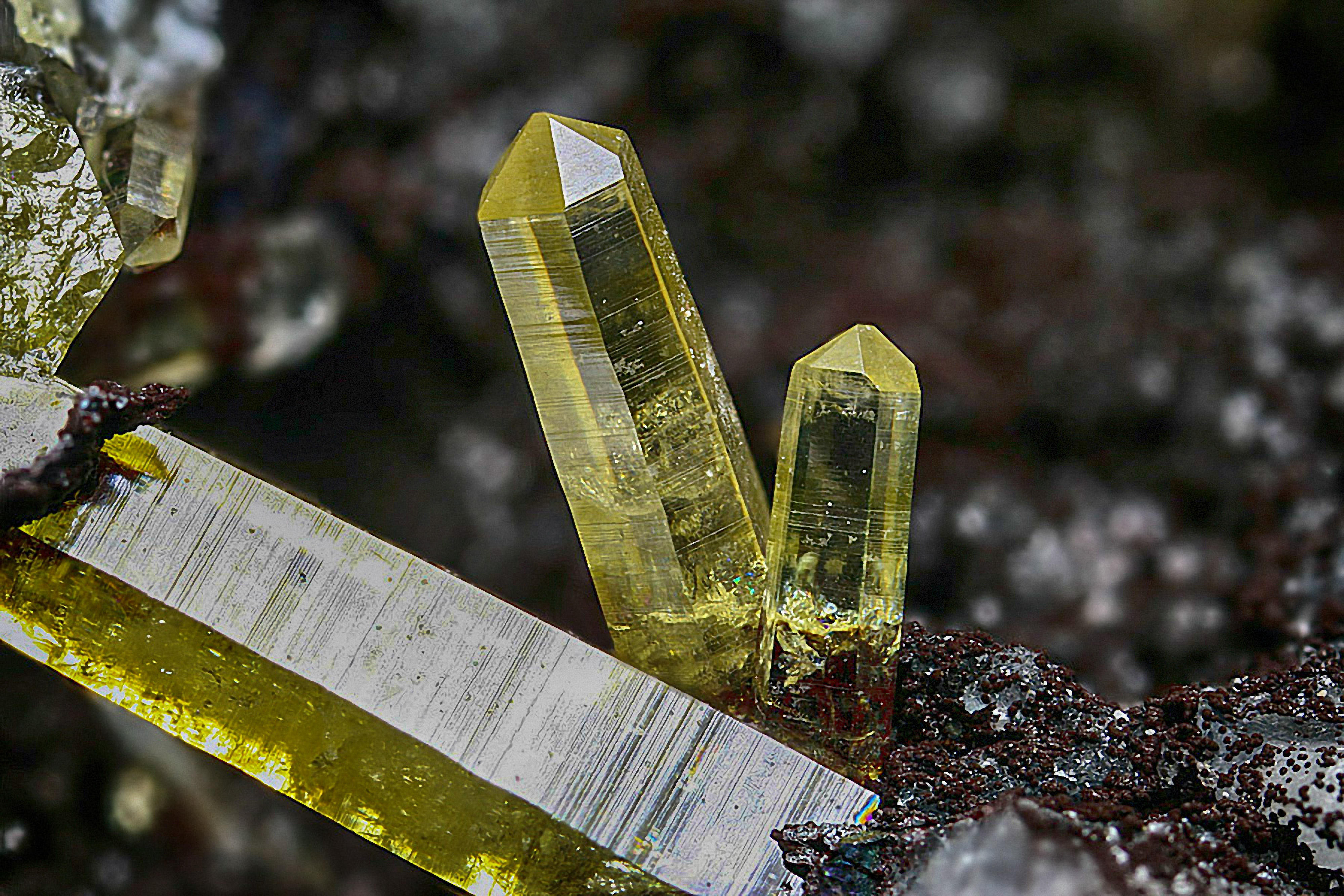
Perfekte, hexagonal-prismatische Mimetesitkristalle aus Tsumeb, Namibia

Mimetesit kristallisiert in der Struktur von Apatit und kommt in mehreren polytypen Varietäten vor. Natürlich vorkommender Mimetesit ist meist hexagonal (Mimetit-H, Raumgruppe P63/m (Raumgruppen-Nr. 176) mit den Gitterparametern a = 10,21 Å und c = 7,42 Å sowie zwei Formeleinheiten pro Elementarzelle).
Strukturuntersuchungen, z. B. am Mimetesit aus der Typlokalität bei Johanngeorgenstadt, zeigten, dass noch eine monokline Form vorkommt, die als Klinomimetit oder Mimetesit-M bezeichnet wird und in der Raumgruppe P21/b (Nr. 14, Stellung 4) kristallisiert. Eine weitere polytype Varietät mit der Bezeichnung Mimetesit-2M (P21 (Nr. 4)) konnte an einem Mimetesit aus China (Xianghualing, Linwu County, Provinz Hunan) nachgewiesen werden. Mimetesit-M und Mimetesit-2M waren zeitweise als eigenständige Minerale anerkannt, wurden jedoch 2010 diskreditiert.

## Eigenschaften

### Morphologie

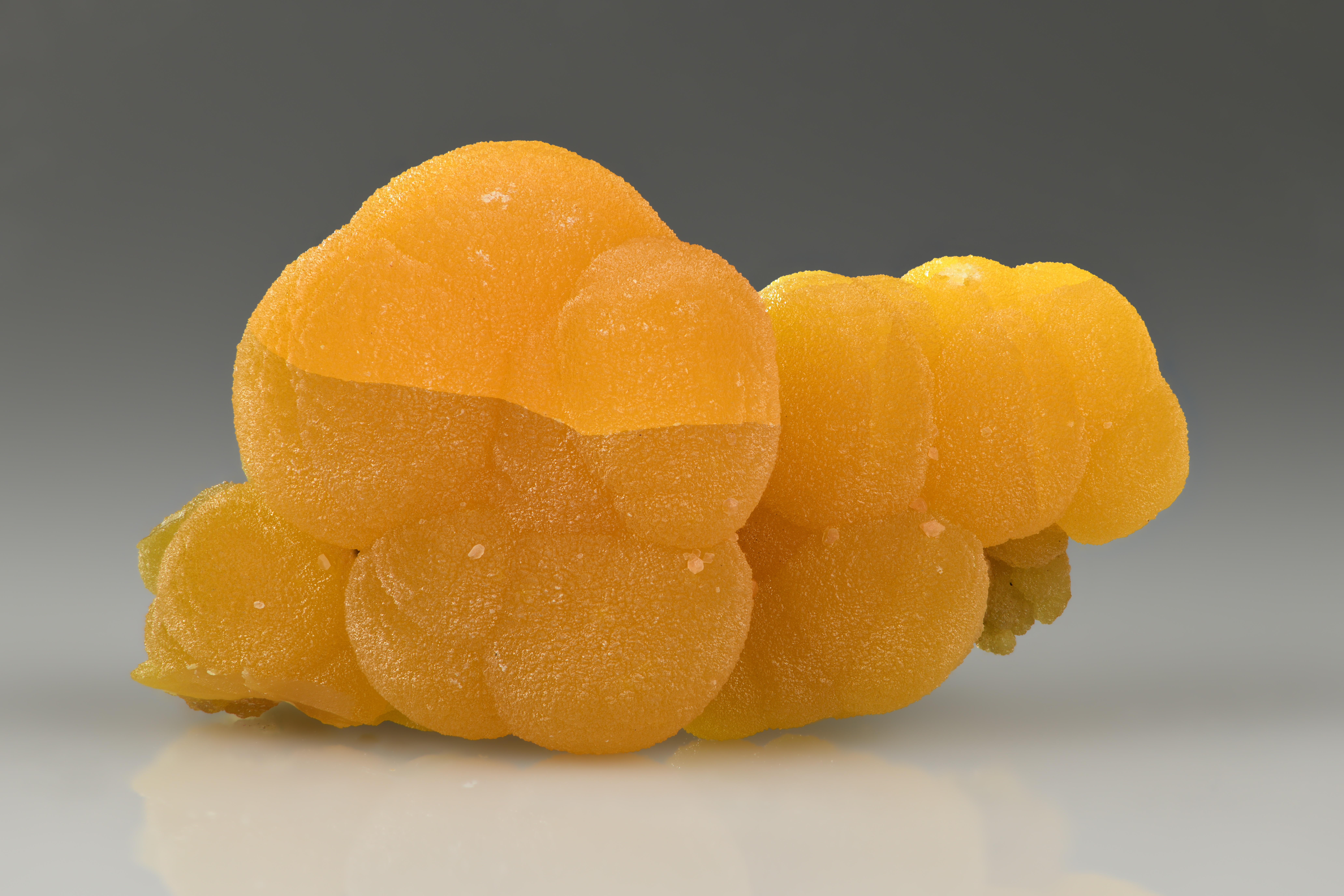
Goldgelber sphärolithischer Mimetesit aus der Congreso-León-Mine, Mexiko
(

Häufig tritt der Mimetesit in gut entwickelten Kristallen auf, die entweder kurz- bis langprismatisch gestreckt nach [0001], tonnen- oder walzenförmig nach {1010} bzw. {1000} oder spitzpyramidal geformt sein können. Daneben finden sich aber auch erdige, körnige, nadelige, traubige bzw. sphärolithische, nierige und radialstrahlige Mineral-Aggregate, oft aufgewachsen auf seine Begleitminerale.

### Physikalische Eigenschaften
Mimetesit ist piezoelektrisch, baut also ähnlich wie Quarz oder Turmalin bei periodisch wechselnder, elastischer Verformung eine elektrische Spannung auf.
Unter lang- bis kurzwelligem UV-Licht können manche Mimetesite eine rötlichgelbe Fluoreszenz zeigen. Bekannt sind aber auch im kurzwelligen UV-Licht fluoreszierende Mimetesite aus Wickenburg (Arizona) (USA).

## Modifikationen und Varietäten
Bekannte Varietäten sind der Kampylit, ein phosphorhaltiger Mimetesit mit orangeroter Farbe, der unter anderem als tonnenförmige Kristalle in Cumberland gefunden wurde, sowie ein faseriges bzw. haariges Aggregat namens Prixit.
Bellit ist dagegen ein Mineralgemenge aus Quarz, Mimetesit und Krokoit. Er ist damit definitionsgemäß als Gestein zu werten.

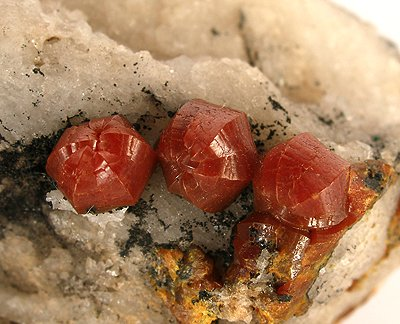
Kampylit aus Cumberland, Cumbria, England (Gesamtgröße der Stufe: 7,9 × 6,8 × 3,5 cm)
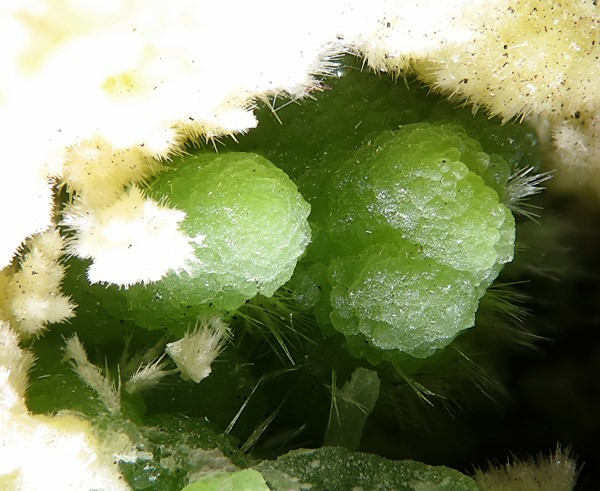
Prixit (hellgelb, faserig) mit Arsendescloizit (grün) und aus der Ojuela Mine, Mapimí, Durango, Mexiko (Bildbreite: 3 mm)

## Bildung und Fundorte

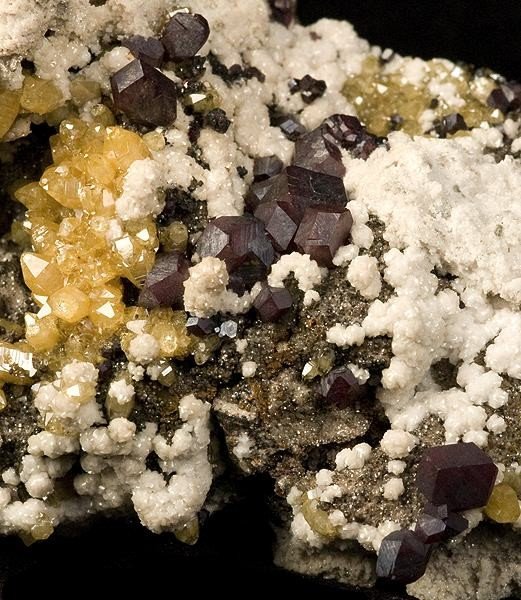
Mimetesit (gelb), Cuprit (dunkelrot) und Dolomit (weiß) aus Tsumeb, Namibia

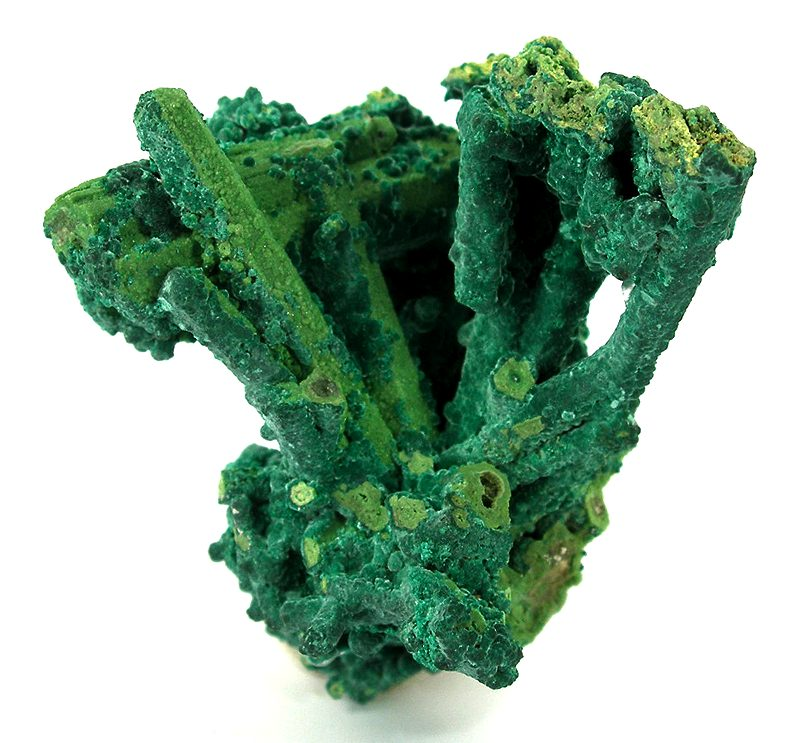
Pseudomorphose von Bayldonit (grün) nach Mimetesit (langprismatische Kristallform) aus Tsumeb, Namibia

Mimetesit ist ein Sekundärmineral, dass sich in Oxidationszonen im Eisernen Hut von Blei- und Zink-Lagerstätten mit arsenhaltigen Mineralen bildet. Er kommt deshalb häufig in Paragenese mit verschiedenen Blei-, Arsen- und anderen Mineralen wie zum Beispiel Galenit, Pyromorphit, Vanadinit, Wulfenit, Smithsonit und Calcit vor.
In Deutschland wurde das Mineral neben seiner Typlokalität Johanngeorgenstadt in Sachsen unter anderem noch in Baden-Württemberg (Schwarzwald), Bayern (Spessart), Hessen (Taunus), Niedersachsen (Harz), Nordrhein-Westfalen (Bergisches Land, Eifel, Sauerland), Rheinland-Pfalz (Siegerland, Westerwald) und in Sachsen-Anhalt (Harz) entdeckt.
Als häufige Mineralbildung ist Mimetesit an vielen Orten anzutreffen, wobei weltweit bisher rund 1300 Fundstätten dokumentiert sind. Außer an seiner Typlokalität, der Grube „Treue Freundschaft“ bei Johanngeorgenstadt, konnte das Mineral in Sachsen noch an vielen Orten im Erzgebirgskreis entdeckt werden wie unter anderem in der Grube Uranus bei Kleinrückerswalde, in mehreren Gruben im Bergbaurevier Schneeberg (Neustädtel, Zschorlau) und auf der Schwarzenberger Kuppel bei Schwarzenberg/Erzgeb. sowie im Freiberger Bergrevier in Mittelsachsen, im Landkreis Sächsische Schweiz-Osterzgebirge und im Vogtlandkreis.
Weitere bekannte Fundorte in Deutschland liegen unter anderem im Landkreis Breisgau-Hochschwarzwald (Münstertal, Staufen im Breisgau, Sulzburg), im Ortenaukreis (Biberach, Haslach im Kinzigtal, Hausach, Oberwolfach) und im Landkreis Waldshut sowie in den Landkreisen Karlsruhe (Freudenstadt, Rhein-Neckar-Kreis) und der Region Stuttgart in Baden-Württemberg, in Ober- und Unterfranken in Bayern, in den Landkreisen Bergstraße (Lautertal) und Wetterau (Ober-Mörlen) in Hessen, im Landkreis Goslar (Clausthal-Zellerfeld, Odertal, St. Andreasberg) und im Landkreis Göttingen (Steinbruch Winterberg, Grube Floßberg) in Niedersachsen, im Kreis Arnsberg (Hochsauerlandkreis, Olpe, Siegen-Wittgenstein) und im Großraum Düsseldorf-Köln (Mettmann, Wuppertal, Stolberg, Euskirchen, Oberbergischer Kreis) in Nordrhein-Westfalen, in den Landkreisen Altenkirchen (Herdorf, Niederfischbach), Donnersberg (Imsbach), Neuwied (Puderbach, Rheinbreitbach) und Rhein-Lahn (Bad Ems, Lahnstein) in Rheinland-Pfalz, am Grubenberg bei Walhausen im Saarland, in den Landkreisen Harz (Harzgerode, Wernigerode) und Mansfeld-Südharz (Hettstedt, Leimbach, Wolfsberg) in Sachsen-Anhalt, in der Umgebung von Eckernförde in Schleswig-Holstein sowie in den Landkreisen Greiz (Steinbruch am Kuhberg) und Ilm (Gräfenroda, Tannenglasbachsgrund) in Thüringen.
In Österreich wurde Mimetesit bisher vor allem in Kärnten (Sankt Veit an der Glan, Spittal an der Drau, Villach), Salzburg (St. Johann im Pongau, Zell am See), der Steiermark (Bruck-Mürzzuschlag, Murau, Rettenegg), Tirol (Kufstein) und Niederösterreich (Lilienfeld) entdeckt.
In der Schweiz kennt man das Mineral vor allem aus dem Kanton Wallis (Binntal, Saint-Luc, Val de Bagnes), aber auch im Kanton Glarus (Mürtschenalp) und im Kanton Graubünden (Tieftobel, Val Müstair) wurde Mimetesit gefunden.
Aufgrund herausragender Fundstätten für Mimetesit gelten die Congreso-León-Mine im Municipio Casas Grandes in Mexiko, wo hell- bis sattgelbe traubig-nierige Aggregate und Stufen von bis zu 14 cm Größe entdeckt wurden. Vollkommene und bis zu 3 cm große Mimetesitkristalle traten zudem in der thailändischen Amphoe (Landkreis) Hat Yai und bis zu 2 cm lange Mimetesitkristalle in Johanngeorgenstadt  (Erzgebirgskreis) auf. Im berühmten Bergbaugebiet um Tsumeb in Namibia fanden sich außerdem Kristalle mit bis zu 5 cm Durchmesser.
Weitere Fundorte liegen unter anderem in Algerien, Argentinien, Australien, Belgien, Bulgarien, Chile, China, Frankreich, Griechenland, im Iran, in Italien, Japan, Kanada, Kasachstan, der Republik Kongo, Marokko, Norwegen, Polen, Portugal, Russland, Schweden, der Slowakei, Spanien, Südafrika, Tschechien, Ungarn, im Vereinigten Königreich (England, Schottland, Wales) und den Vereinigten Staaten von Amerika (Alaska, Arizona, Colorado, Idaho, Kalifornien, Montana, Nevada, New Mexico, South Dakota, Texas, Utah).

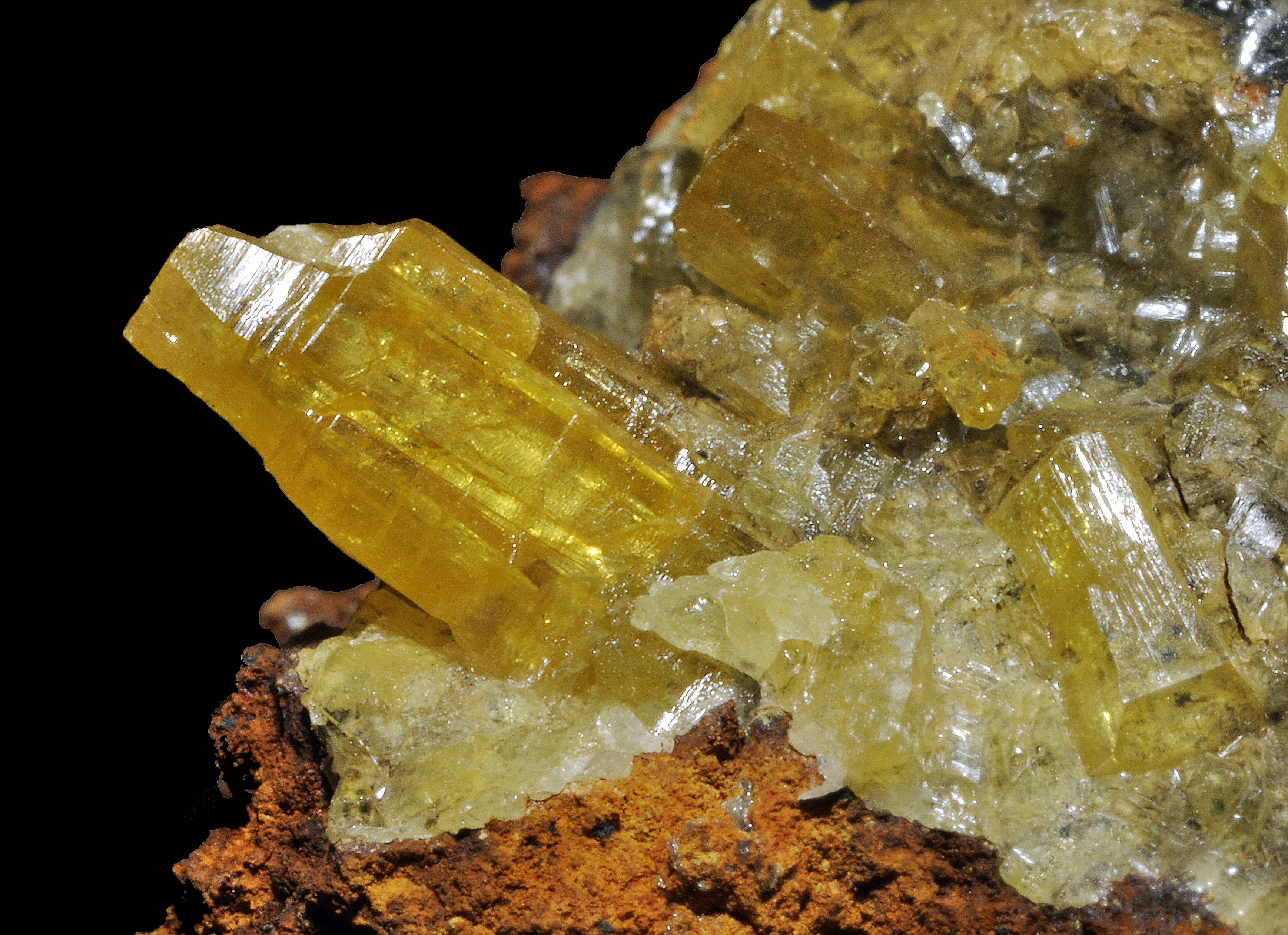
Honiggelber Mimetesitkristall auf Limonit aus Hat Yai, Thailand
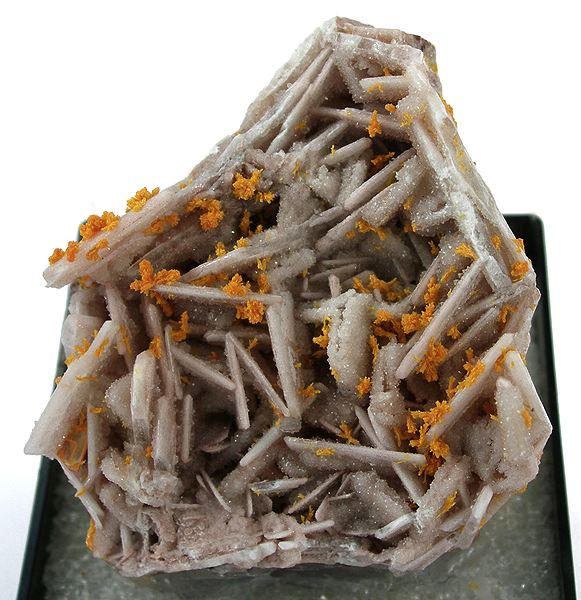
Mimetesit auf Baryt aus der Rowley-Mine, Arizona, USA
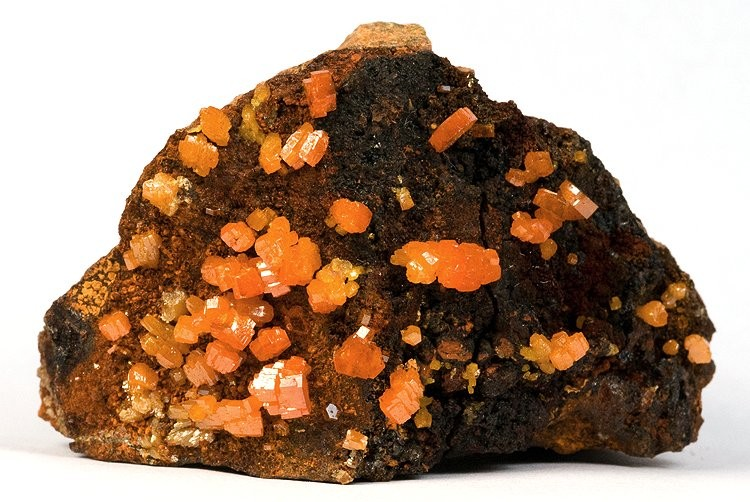
Orangefarbener Mimetesit aus der Pingtouling-Mine, China
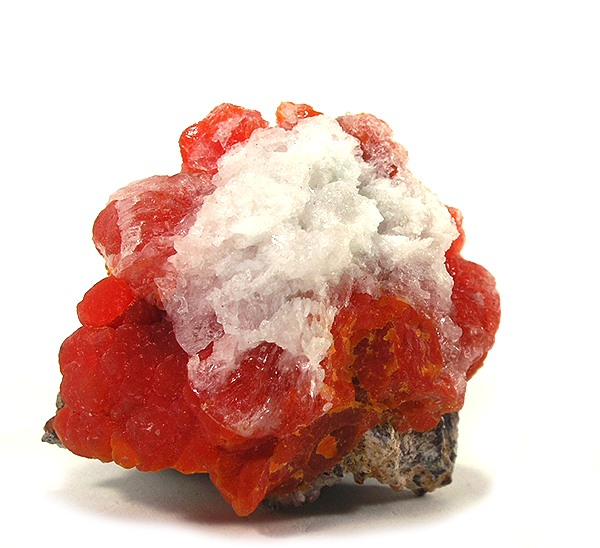
Roter Mimetesit mit Baryt aus der Bilbao-Mine, Mexiko
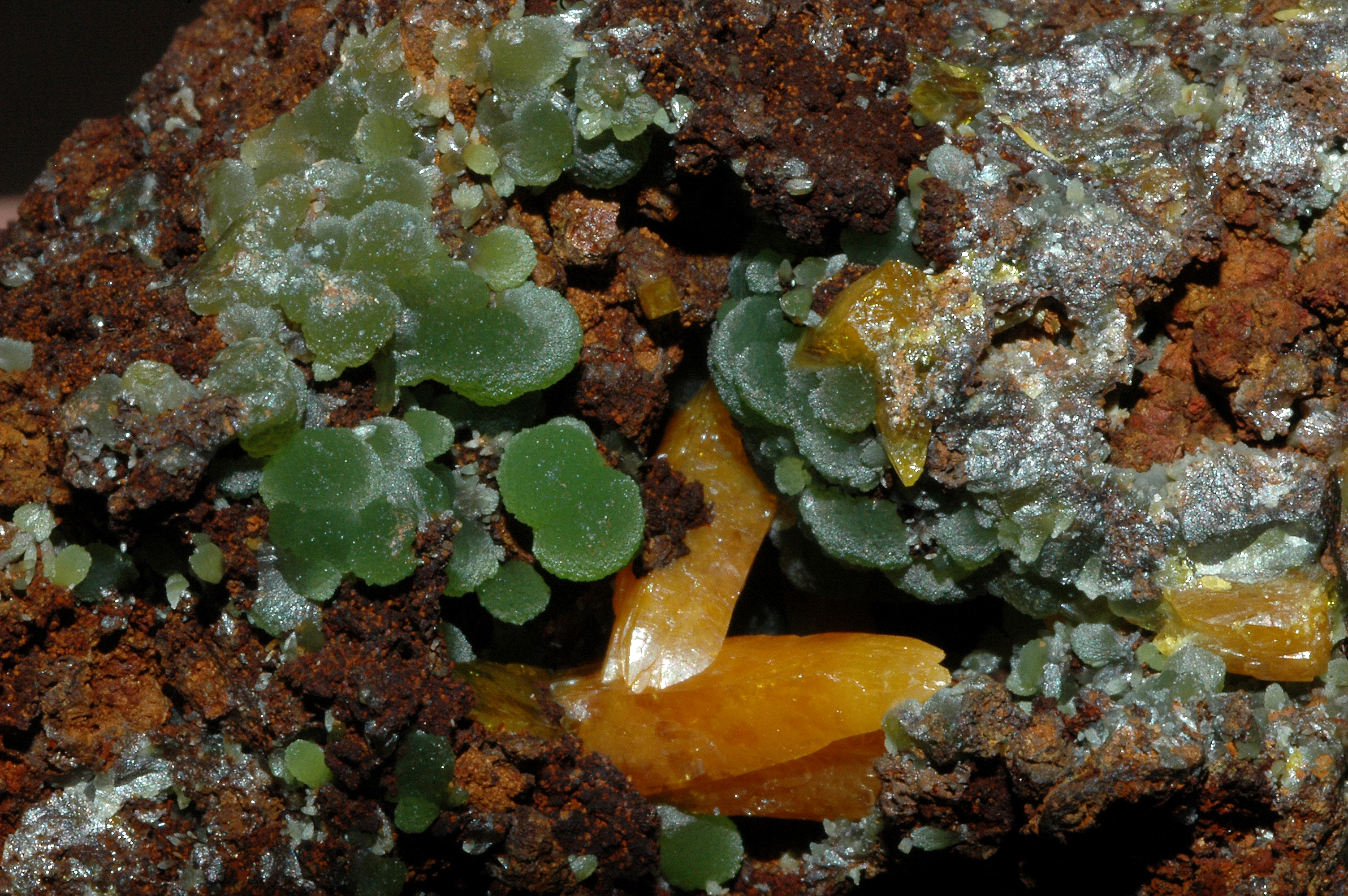
Sphärolithischer Mimetesit (grün) mit Wulfenit (orange) aus Mexiko

## Verwendung
Mimetesit kommt zwar selbst nicht in abbauwürdigen Mengen vor, wird aber als Nebengemengteil zusammen mit anderen Bleierzen zur Gewinnung von Blei abgebaut.
Selten werden Mimetesitkristalle zu Sammlungszwecken auch geschliffen.